# Dolichocephala bellstedti
Dolichocephala bellstedti är en tvåvingeart som beskrevs av Joost 1985. Dolichocephala bellstedti ingår i släktet Dolichocephala och familjen dansflugor. Inga underarter finns listade i Catalogue of Life.